# Phaonia zhejianga
Phaonia zhejianga este o specie de muște din genul Phaonia, familia Muscidae, descrisă de Xue și Yang în anul 1998.
Este endemică în Zhejiang. Conform Catalogue of Life specia Phaonia zhejianga nu are subspecii cunoscute.